# بختیاروند
بختیاروَند در ساختار اجتماعی ایل بختیاری و قوم لر به یکی از چهار باب تشکیل‌دهنده شاخه هفت‌لنگ اطلاق می‌گردد.
ایل بختیاری به دو شاخه اصلی هفت‌لنگ و چهارلنگ تقسیم می‌شود. شاخه هفت‌لنگ از ۴ باب (رده) تشکیل شده‌است که بختیاروند یکی از آن‌ها بشمار می‌آید.

## سازمان طایفه
بختیاروند به یک باب از ایل بختیاری اطلاق می‌شود. در تقسیم‌بندی این باب، چندین طایفه مشاهده می‌گردد.
بختیاروند به طایفه‌های زیر تقسیم می‌شود:
- بهداروند
- علاءالدین وند
- شیروانی
- اسنکی
- مشهوند
- اولکی
- جانکی سردسیر
- آل جمالی
- گندائی
- فرگنی
- لرزنی
- مش مرداسی
- سهرو (سرخاب)
- کیارسی
- للری
- شیخ احمد بلد
- دهناشی
- تردی
- بلیوند
- منجزی
- چنگایی
- عرب کمری

## زیستگاه
استان چهارمحال و بختیاری: در شهرستان هاي شهرکرد، فارسان، کوهرنگ، اردل، لردگان و خانمیرزا و شهر ناغان سكونت يافته اند.
استان لرستان: در شهرستان‌ الیگودرز سكونت يافته اند.
استان خوزستان: در شهرستان هاي اندیکا، ایذه، مسجدسلیمان، گتوند، شوشتر و لالی سكونت يافته اند.